# Monroe County, Wisconsin
Monroe County är ett administrativt område i delstaten Wisconsin, USA, med 44 673 invånare. Den administrativa huvudorten (county seat) är Sparta.

## Geografi
Enligt United States Census Bureau har countyt en total area på 2 352 km². 2 333 km² av den arean är land och 19 km² är vatten.

### Angränsande countyn
- Jackson County - nord
- Juneau County - öst
- Vernon County - syd
- La Crosse County - väst

### Större orter
- Sparta med   11 400 invånare
- Tomah – 9 600